# Nurse Marjorie
Nurse Marjorie er en amerikansk stumfilm fra 1920 af William Desmond Taylor.

## Medvirkende
- Mary Miles Minter som Marjorie Killonan
- Clyde Fillmore som John Danbury
- George Periolat som Andrew Danbury
- Mollie McConnell som Mrs. Danbury
- Frank Leigh som Lord Douglas Fitztrevor
- Vera Lewis
- Arthur Hoyt som Anthony
- Frankie Lee som Dick Allen
- Lydia Yeamans Titus som Biddy O'Mulligan
- Al Flosso
- Joseph Hazelton
- Joe Murphy